# كأس ألمانيا 1983–84
كأس ألمانيا 1983–84 (بالألمانية: DFB-Pokal 1983/84)‏ هو الموسم 41 من كأس ألمانيا. أشرف على تنظيمه اتحاد ألمانيا لكرة القدم، وكان عدد الأندية المشاركة فيه 64، وفاز فيه بايرن ميونخ.